# Hermandad del Dulce Nombre (Málaga)

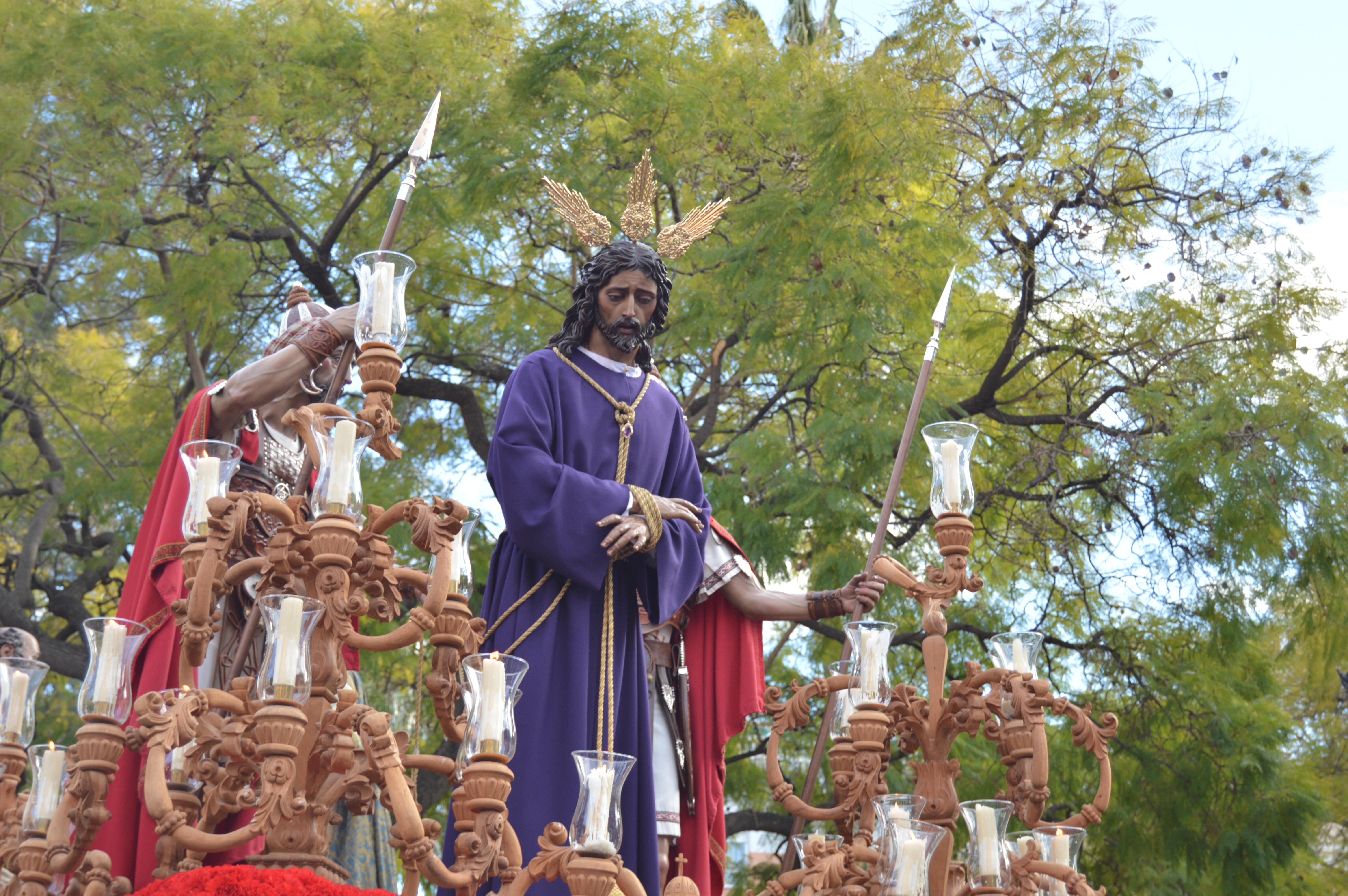
Ntro. Padre Jesús de la Soledad, obra de Antonio Bernal Redondo (2000)

La Hermandad del Dulce Nombre, cuya denominación oficial es Antigua, Venerable Hermandad y Cofradía de Nazarenos de Nuestro Padre Jesús de la Soledad, Negaciones y Lágrimas de San Pedro, María Santísima del Dulce Nombre y San Francisco de Asís, es una cofradía malagueña del barrio de Capuchinos, miembro de la Agrupación de Cofradías, que participa en la Semana Santa de Málaga.

## Historia
En el año 1987 se funda esta Hermandad por un grupo de jóvenes de las escuelas salesianas. Dos años después se reorganiza y se agrega la antigua Hermandad del Dulce Nombre del convento de la Trinidad, cuya imagen mariana se bendicen en 1990 obra de José Dueñas.
En 1993 se bendice la imagen del Cristo de la Soledad, del mismo autor; y un año más tarde se aprueban las reglas. En 1998 realiza su primera salida procesional la imagen del Señor por la feligresía. 
En el 2000 se bendice la nueva imagen del Cristo de la Soledad, obra de Antonio Bernal Redondo al que se le encarga el grupo escultórico. 
En 2003 ingresa en la Agrupación de Cofradías realizando su primera salida por recorrido oficial en Domingo de Ramos y haciendo estación de penitencia en la Catedral. Un año más tarde se funda la banda de cornetas y tambores "Lágrimas de San Pedro" propiedad de la Hermandad.
En 2005 se bendice la nueva imagen de María Santísima del Dulce Nombre, de Antonio Bernal, realizando una salida extraordinaria por el barrio.
En 2008 sale por primera vez bajo palio María Santísima del Dulce Nombre, acompañando a Jesús de la Soledad en la tarde del Domingo de Ramos.
El 24 de febrero de 2012, Jesús de la Soledad presidió el Vía crucis Oficial de la Agrupación de Cofradías.

## Sagrados Titulares

### Nuestro Padre Jesús de la Soledad
Se trata de una bella imagen de gran calidad, de mirada dulce y  serena, con un marcado naturalismo. Es una imagen procesional que se encuentra en la línea de los cristos andaluces de escuela Sevillana, tan pródiga y señera y que tan bellas imágenes ha producido por toda Andalucía siguiendo la estética neobarroca.
Talla valiente, con marcada fisonomía, de fuerte expresividad y dolor contenido. Todo ello unido a una magnífica policromía que acentúa la tez morena, según el tono de piel de la raza judía, de la cual provenía la estirpe de Jesús.
Su elevada altura y corpulento torso son los rasgos claros y definitorios de una obra de estudiada anatomía, realizada en función del lugar prioritario que ocupa en el grupo de misterio. El momento evangélico representado muestra los pasos inmediatamente previos a la última negación de Pedro. Cristo camina escoltado por dos soldados de la guardia del Sanedrín. Con mirada perdida, levanta el pie derecho, en actitud de caminar. Las manos atadas a la altura de la cadera y forzadas hacia la derecha, lado en donde se encuentra el guardia que sujeta la cuerda. Todo esto ayuda a crear esa sensación de movimiento, de una escena pensada para la calle, para ser vista y continuar con la tradición más arraigada del pueblo andaluz.

### María Santísima del Dulce Nombre
La imagen de la Virgen del Dulce Nombre se adecua a las exigencias y estereotipos que caracterizan la imaginería neobarroca del sur del país.
La talla de María del Dulce Nombre se corresponde con la iconografía de la dolorosa, de gran realismo, profundo sufrimiento, angustia y desconsuelo, pero con mirada serena. Entre los recursos empleados destaca su elevada altura a tamaño real, una talla de elevado naturalismo y fuerza expresiva, la adecuada representación del dolor contenido a través de la sabia ejecución de los gestos fisonómicos que aluden a tal sentimiento… Y entre otros rasgos característicos de la escultura barroca que completan la base del modelado, tenemos que referirnos a la adición de postizos, tal como lágrimas y pelo natural para el cabello. Por último, una acertada policromía acentúa el carácter expresivo y dramático que una imagen de estas connotaciones procesionales requiere.
La importancia de la imagen religiosa como medio para atraer a los creyentes hacia el hecho que representa queda resuelta con gran maestría por la habilidad del Antonio Bernal Redondo, quien ha demostrado en los últimos años ser uno de los perpetuadotes de la tradición barroca procesional de Andalucía. Sus numerosas obras son una reiterada muestra de efectismo, patetismo, gesticulación, realismo…, que de inmediato, hace partícipe al espectador de aquello que está viendo, es capaz de acercar la imagen al espectador, de provocar sentimientos, fomentar la devoción y crear un tú a tú real y personal entre lo representado y quien observa, ya sea en la intimidad de una capilla o encima de un paso procesional de gran teatralidad donde adquiere toda su significación.

### Grupo de misterio de las Negaciones de San Pedro
La realización de un nuevo grupo de misterio en los días que transcurren en el siglo XXI debe justificarse por sí mismo en el contexto religioso, artístico y devocional para el cual se realiza.
Mantener unas tradiciones heredadas supone aceptar unas maneras determinadas de sentir popular, -lejos ya de fines religiosos altamente propagandísticos-, dirigidos a una sociedad que vive y siente la Semana Santa procurando aportar entre otras cosas, calidad artística a un patrimonio común.
El grupo de misterio de Negaciones y Lágrimas de San Pedro parte de la tradición iconográfica renacentista y barroca, de representar escénicamente la Pasión y Muerte de Cristo según las escrituras.

En esta Málaga, más característica del culto a las imágenes exentas, la llegada de este Grupo supone una gran aportación dentro de los pasos procesionales, ya que en los últimos años han sido varios los ejecutados pero, sin embargo, cuando este grupo se concluya será sin duda uno de los más notorios de nuestra Semana Santa.

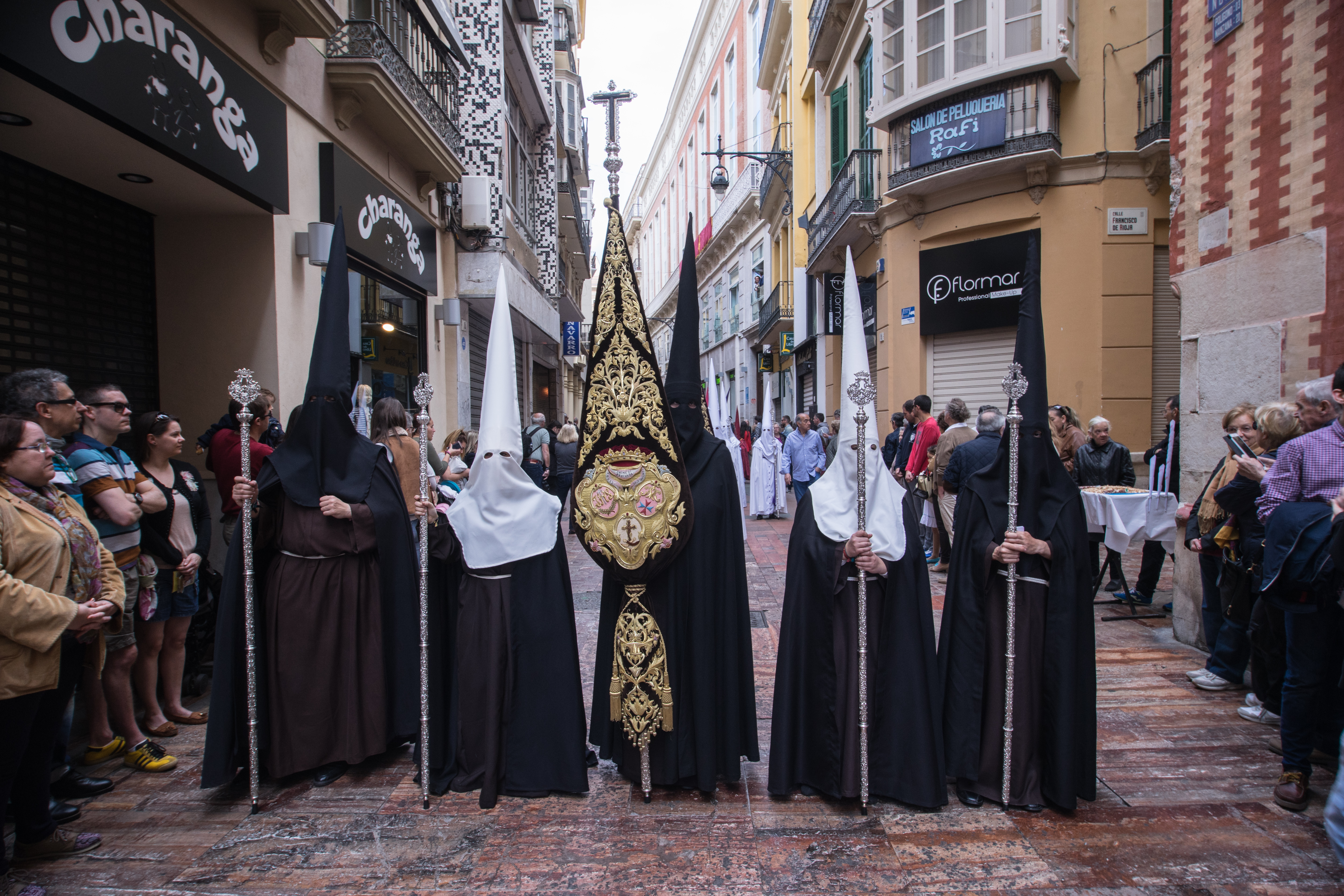
Guión de la Cofradía

Para comprender y justificar el Misterio, recordemos al Evangelista San Lucas. Su evangelio sirve de fuente documental a esta Hermandad en el Capítulo 22, versículos 55 al 62. En él se narra lo siguiente:
A partir de aquí, de la decisión de realizar el grupo y de las indicaciones documentales, cabe destacar la labor del imaginero cordobés -Antonio Bernal Redondo-, quien ha sabido escenificar con gran acierto el tema propuesto. Bernal es un afamado artista en su tierra natal.
Desde un pequeño taller situado a las espaldas de la Plaza del Cristo de los Faroles, esta llenando de magníficas obras parte de Andalucía, Castilla y hasta Tenerife y Mallorca.
En su ciudad, resulta impresionante ver los grupos de misterio que han salido de su gubia. Pasos como el de la Humildad y Paciencia; el de Jesús de las Penas, de la Hermandad de la Esperanza; el Descendimiento de Montilla y el casi concluido grupo del Prendimiento. Actualmente está ejecutando el Grupo de Misterio de la Sagrada Cena de Jaén.
Su gran sensibilidad, creatividad y profesionalidad fueron la carta de presentación de un hombre que ofrece como pocos, una obra muy personal y creativa dentro del campo de la imaginería procesional religiosa. El realismo y naturalidad de sus obras, de esas caras de la calle que les ha tocado hacer de tal o cual personaje bíblico, unido a los minuciosos acabados en cuero, orfebrería y vestuario, eran las claves perfectas y necesarias para lo que prometía ser una gran escena de conjunto rebosante de lo que gusta en nuestra ciudad; expresividad, dolor y calidad artística, desde la talla hasta la vestimenta, pasando por la policromía, sin olvidar el más mínimo detalle de acabados.
Desde los primeros bocetos que presentase en el mes de febrero de 1999, se observaba claramente un estudio pormenorizado de la representación escenográfica y de la gestualidad de los personajes.
La ubicación, movimiento y rasgos físicos de cada una de las imágenes forman un todo unitario y compacto, que remite a la esencia misma del fragmento evangélico. El paso muestra el momento en que Jesús, maniatado y humillado es conducido ante Caifás. Su mirada se pierde en el infinito mientras camina junto a dos soldados judíos, ambos lo custodian y empujan hacia delante.
Jesús de la Soledad ocupa un lugar privilegiado, en la parte anterior central, espacio integrador y articulador de toda la escena. Tanto por cuestiones religiosas como formales. Siguiendo el momento evangélico se establece ese nexo entre dos escenas a partir de los personajes principales en cada una de ellas. Cristo en la parte delantera y San Pedro en la trasera. Formalmente el contraste se debe a la expresión de dolor contenido y los rasgos dulces y serenos de Jesús y a la gestualidad y posición determinante de la figura del apóstol.
Los soldados judíos, uno a cada lado de Cristo, podían ser comparados con Gestas y Dimas. Uno increpa con fuerza, empuja, mira con desprecio, su árido gesto y su fealdad potencian su maldad. El otro mira a Jesús, lo contempla con respeto, temeroso y compasivo de llevar hasta tan fatal destino a quien podía ser el Rabí ¿o tal vez un pobre inocente?…
En la parte posterior del grupo los soldados salientes de la guardia conversan en torno al fuego junto a San Pedro, quedando manifiesta la función de todos y cada una de las figuras que intervienen, así como las relaciones entre ellas. Pedro dialoga relajada y distendidamente con dos guardianes. La sirvienta, en ese momento irrumpe con fuerza en la escena, quien interroga al apóstol sobre su amistad con Jesús. Este acerca su mano al pecho como si quisiera jurar de corazón que no conocía a aquel hombre, y tal como Jesús había profetizado: «antes de que el gallo cante me habrás negado tres veces». En ese instante Nuestro Padre Jesús de la Soledad esboza un leve giro en su cabeza buscando la mirada del apóstol, la mirada de su amigo, el cual acordándose de lo dicho, mientras aun lo negaba rompe a llorar.
Como nexo de unión entre ambas escenas aparece un perro, ladrando al grupo delantero, alegoría a la fidelidad, esperada de San Pedro, además de recoger el espíritu de amor a los animales promulgada por San Francisco.
En esta obra confluyen muchas emociones y sentimiento: soledad, traición, tristeza, miedo,… Todo ello se encontraba ya recogido en esos primeros bocetos en sanguina y acuarela y sucesivamente en los realizados en barro. Sin duda alguna, la ilusión, el interés por fomentar una tradición y el haber escogido en su momento a uno de los imagineros más notables, esta creando en torno a este paso de misterio y hermandad, un halo de seriedad, admiración y asombro.
Una escena y una salida procesional que reflejan el pensamiento unitario de un grupo sin el cual, no se hubiese podido llegar a este gran acierto. Este misterio y su paulatina realización en distintas fases es el motor para que cada año esta hermandad franciscana cumpla con su fin primordial: dar testimonio público del Evangelio de Nuestro Señor Jesucristo en nuestra Semana Mayor.
En la actualidad se procesionan todas las imágenes del Grupo, menos los dos soldados judíos que están sentados junto a San Pedro y el perro. Dichas tallas se esperan terminar en los próximos años.

## Iconografía
El grupo escultórico del Cristo de la Soledad representa el momento de las tres negaciones de San Pedro antes de que cante el gallo, cuando Jesús es conducido por los soldados judíos.

## Imágenes
El Cristo de la Soledad es del imaginero cordobés Antonio Bernal Redondo en el año 2000, así como todo el grupo escultórico. Los dos soldados romanos fueron realizados en 2002 y la mujer acusadora y San Pedro en 2005. En 2014 se estrenó el gallo. La imagen de María Santísima del Dulce Nombre fue tallada por el mismo escultor en 2005.
Se dice, que la imagen de María Santísima del Dulce Nombre, se realizó basándose en una mujer malagueña.

## Tronos
- El trono del Cristo es de madera tallada (a falta de imaginería y dorado) con arbotantes, diseñado por Daniel García Romero y realizado por Juan Carlos Sedeño García.
- El trono de la Virgen es el antiguo trono de la Virgen de Soledad y Traspaso de Viñeros de metal plateado, de Seco Velasco (ampliado por Cristóbal Martos) con barras de palio de Manuel de los Ríos, palio de malla lisa y manto liso turquesa.

## Casa Hermandad
El 13 de marzo de 2015, el cabildo aprobó la construcción de la Casa Hermandad de la cofradía en la calle Diego de Siloé. Actualmente la Casa de Hermandad se encuentra en construcción.

## Marchas dedicadas
Banda de Música:
- Soledad, José Ramón Valiño Cabrerizo (1997)
- Nuestro Padre Jesús de la Soledad, Ana María Riaño López (1999)
- María Santísima del Dulce Nombre, Sergio Bueno de la Peña (2008)
- El Dulce Nombre, Manuel M. López (2011)
- Madre del Dulce Nombre, Manuel Miguel López Martínez (2014)
- Dulce Madre de Dios, Manuel Miguel López Martínez (2017)
- A ti, Reina de Capuchinos, Álvaro Gutiérrez Valle (2019)

Cornetas  y Tambores:
- Legionario de María, Miguel Ángel Gálvez Robles (2005)
- Tu Dulce Nombre, María, Miguel Ángel Gálvez Robles y César Simón (2005)
- Negando al Hijo de Dios, Miguel Ángel Gálvez Robles y César Simón (2006)
- Jesús en Su Soledad, Rafael Vázquez (2006)

Agrupación Musical:
- Soledad de Jesús, José María Sánchez Martín (2011)
- Dulce Nombre en tu Soledad, Antonio M. López Carrión (2014)
- El Camino de la Fe... me negarás tres veces, Felipe Cañizares Navarro (2016)

Capilla Musical:
- Los Siete Dolores de la Santísima Virgen, Manuel Miguel López Martínez (2016)

## Recorrido Oficial
| Predecesor: Lágrimas y Favores | Orden de entrada en el Recorrido Oficial (Domingo de Ramos) 3.er lugar | Sucesor: Salutación |